# PnB Rock

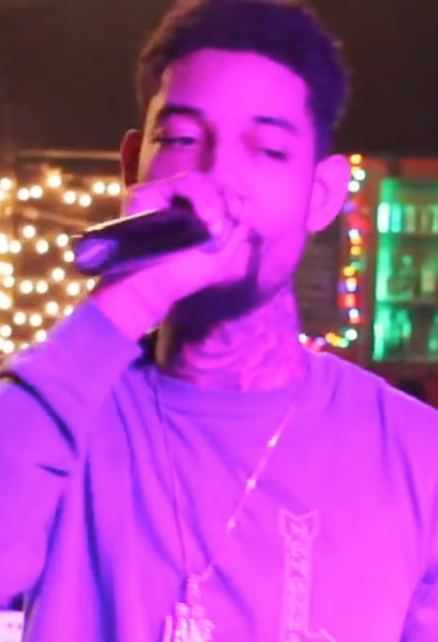
PnB Rock (2016)

PnB Rock (* 9. Dezember 1991 als Rakim Hasheem Allen in Philadelphia, Pennsylvania; † 12. September 2022 in Los Angeles, Kalifornien) war ein US-amerikanischer Rapper, R&B-Sänger, Songwriter und Produzent.

## Leben und Karriere
Er wurde 1991 in Philadelphia geboren. Im Juni 2014 veröffentlichte er sein erstes Mixtape Real N*gga Bangaz. Bekannt wurde er durch seine 2016 erschienene Single Selfish (Engl. für ‚egoistisch‘). Der Song erreichte Platz 51 in den Billboard Hot 100. Anfang 2017 veröffentlichte er sein Debütalbum GTTM: Goin’ Thru the Motions, mit dem er auf Platz 28 der Billboard 200 einstieg.
Im März 2017 erschien Gang Up, ein Musikvideo auf dem YouTube-Kanal des Rappers Young Thug, in dem PnB Rock neben 2 Chainz und Wiz Khalifa rappte. Das Video zählte innerhalb von sieben Tagen rund sechs Millionen Aufrufe. Es gehörte zum Soundtrack des Actionfilms Fast & Furious 8 (The Fate of the Furious).
Er wurde am 12. September 2022 im Alter von 30 Jahren während eines Raubüberfalls in einem Restaurant in Los Angeles von einem Angreifer erschossen, der es auf seinen Schmuck abgesehen hatte. Der Vater des Täters, der seinen Sohn zu dem Überfall angestiftet hatte, wurde zwei Jahre später zu mindestens 31 Jahren Haft verurteilt.

## Diskografie

### Studioalben
| Jahr | Titel                  | Höchstplatzierung, Gesamtwochen, AuszeichnungChartsChartplatzierungen (Jahr, Titel, Platzierungen, Wochen, Auszeichnungen, Anmerkungen) | Anmerkungen                             |
| Jahr | Titel                  | US | Anmerkungen                             |
| ---- | ---------------------- | --- | --------------------------------------- |
| 2017 | Catch These Vibes      | US17 (18 Wo.)US | Erstveröffentlichung: 17. November 2017 |
| 2019 | TrapStar Turnt PopStar | US4 (11 Wo.)US | Erstveröffentlichung: 3. Mai 2019       |

### Mixtapes
| Jahr | Titel                        | Höchstplatzierung, Gesamtwochen, AuszeichnungChartsChartplatzierungen (Jahr, Titel, Platzierungen, Wochen, Auszeichnungen, Anmerkungen) | Anmerkungen                           |
| Jahr | Titel                        | US | Anmerkungen                           |
| ---- | ---------------------------- | --- | ------------------------------------- |
| 2017 | GTTM: Goin’ Thru the Motions | US28 Gold · (43 Wo.)US | Erstveröffentlichung: 13. Januar 2017 |

Weitere Mixtapes
- 2014: Real N*gga Bangaz
- 2015: RnB 2
- 2015: RnB 3
- 2016: Money, Hoes & Flows (mit Fetty Wap)
- 2022: SoundCloud Daze

### EPs
- 2010: 2 Get You Thru the Rain

### Singles als Leadmusiker
| Jahr | Titel Album                          | Höchstplatzierung, Gesamtwochen, AuszeichnungChartsChartplatzierungen (Jahr, Titel, Album, Platzierungen, Wochen, Auszeichnungen, Anmerkungen) | Anmerkungen                                    |
| Jahr | Titel Album                          | US | Anmerkungen                                    |
| --- | ------------------------------------ | --- | ---------------------------------------------- |
| 2016 | Selfish GTTM: Goin’ Thru the Motions | US51 ×3Dreifachplatin · (19 Wo.)US | Erstveröffentlichung: 23. Juni 2016            |
| Folgende Lieder erschienen nicht als Single, wurden aber durch das Album zum Download und Streaming bereitgestellt und konnten somit eine Platzierung erlangen: |                                      | |                                                |
| |                                      | |                                                |
| 2019 | Middle Child TrapStar Turnt PopStar  | US91 (1 Wo.)US | Charteinstieg: 18. Mai 2019 feat. XXXTentacion |

Weitere Singles
- 2015: Fleek
- 2016: Trust Issues (feat. Yakki Divioshi)
- 2016: Playa No More (feat. A Boogie wit da Hoodie & Quavo)
- 2016: New Day
- 2017: Horses (mit Kodak Black & A Boogie wit da Hoodie, US: ×2Doppelplatin )
- 2017: Feelins
- 2017: Issues (feat. Russ)
- 2017: There She Go (feat. YFN Lucci, US: Gold)
- 2017: Misunderstood (US: Gold)
- 2018: ABCD (Friend Zone)
- 2018: Nowadays
- 2019: I Like Girls (feat. Lil Skies, US: Gold)
- 2019: Fendi (feat. Murda Beatz & Nicki Minaj)
- 2020: Ordinary
- 2020: Rose Gold
- 2021: Forever Never
- 2022: Luv Me Again

### Singles als Gastmusiker
| Jahr | Titel Album                                     | Höchstplatzierung, Gesamtwochen, AuszeichnungChartplatzierungen (Jahr, Titel, Album, Platzierungen, Wochen, Auszeichnungen, Anmerkungen) | Höchstplatzierung, Gesamtwochen, AuszeichnungChartplatzierungen (Jahr, Titel, Album, Platzierungen, Wochen, Auszeichnungen, Anmerkungen) | Höchstplatzierung, Gesamtwochen, AuszeichnungChartplatzierungen (Jahr, Titel, Album, Platzierungen, Wochen, Auszeichnungen, Anmerkungen) | Höchstplatzierung, Gesamtwochen, AuszeichnungChartplatzierungen (Jahr, Titel, Album, Platzierungen, Wochen, Auszeichnungen, Anmerkungen) | Höchstplatzierung, Gesamtwochen, AuszeichnungChartplatzierungen (Jahr, Titel, Album, Platzierungen, Wochen, Auszeichnungen, Anmerkungen) | Anmerkungen |
| Jahr | Titel Album                                     | DE | AT | CH | UK | US | Anmerkungen |
| --- | ----------------------------------------------- | --- | --- | --- | --- | --- | --- |
| 2016 | Everyday We Lit Long Live Nut                   | — | — | — | — | US51 ×3Dreifachplatin · (19 Wo.)US | Erstveröffentlichung: 16. Dezember 2016 Verkäufe: + 3.040.000; YFN Lucci feat. PnB Rock                                   |
| 2017 | Gang Up Fast & Furious 8 (O.S.T.)               | — | — | CH72 (1 Wo.)CH | — | US— GoldUS | Erstveröffentlichung: 24. März 2017 Wiz Khalifa feat. Young Thug, 2 Chainz & PnB Rock                                     |
| 2019 | Cross Me No. 6 Collaborations Project           | DE23 (14 Wo.)DE | AT18 Gold · (9 Wo.)AT | CH21 (6 Wo.)CH | UK4 Platin · (10 Wo.)UK | US25 Gold · (10 Wo.)US | Erstveröffentlichung: 24. Mai 2019 Verkäufe: + 1.770.000; Ed Sheeran feat. Chance the Rapper & PnB Rock                   |
| 2019 | Bad Vibes Forever                               | — | — | — | UK— SilberUK | US85 (1 Wo.)US | Erstveröffentlichung: 22. November 2019 Verkäufe: + 215.000; XXXTentacion feat. PnB Rock & Trippie Redd                   |
| Folgende Lieder erschienen nicht als Single, wurden aber durch das Album zum Download und Streaming bereitgestellt und konnten somit eine Platzierung erlangen: |                                                 | | | | | | |
| |                                                 | | | | | | |
| 2017 | Beast Mode The Bigger Artist                    | — | — | — | — | US86 Platin · (1 Wo.)US | Charteinstieg: 21. Oktober 2017; Verkäufe: + 1.080.000 A Boogie wit da Hoodie feat. PnB Rock & Youngboy Never Broke Again |
| 2018 | Dangerous Legends of the Summer • Championships | — | — | — | UK— SilberUK | US31 Platin · (20 Wo.)US | Charteinstieg: 21. Juli 2018 Meek Mill feat. Jeremih & PnB Rock                                                           |
| 2019 | Leave Em Alone Control the Streets, Volume 2    | — | — | — | UK— SilberUK | US60 Platin · (15 Wo.)US | Charteinstieg: 23. November 2019; Verkäufe: + 1.200.000 Layton Greene & Lil Baby feat. City Girls & PnB Rock              |

Weitere Gastbeiträge
- 2014: She So Bad (Deejay Ant feat. Santos, Reese Rel & PnB Rock)
- 2015: A Long Way (Quilly feat. PnB Rock & Every Ave)
- 2016: Unlimited (Ca$Hpassion feat. PnB Rock)
- 2016: Your Style (Dimitrios Politis feat. PnB Rock)
- 2016: Jiggy (Young Zona feat. PnB Rock)
- 2016: Sleepin (2Milly feat. PnB Rock)
- 2016: Party at 1 (Nizzy feat. PnB Rock)
- 2016: Ain’t S**t (Mone Yukka feat. PnB Rock)
- 2016: How It Go! (Yung 187 feat. PnB Rock)
- 2016: Changes (XXXTentacion feat. PnB Rock)
- 2017: Too Many Years (Kodak Black feat. PnB Rock, US: Gold)

## Auszeichnungen für Musikverkäufe
| Goldene Schallplatte - Kanada - 2017: für die Single Everyday We Lit - Neuseeland - 2022: für die Single Bad Vibes Forever - Portugal - 2020: für die Single Cross Me - Vereinigte Staaten - 2022: für das Lied Smash! Platin-Schallplatte - Dänemark - 2020: für die Single Cross Me - Kanada - 2022: für das Lied Beast Mode - Neuseeland - 2023: für die Single Selfish - 2023: für die Single Dangerous - Polen - 2021: für die Single Cross Me | 2× Platin-Schallplatte - Neuseeland - 2022: für die Single Cross Me 3× Platin-Schallplatte - Australien - 2022: für die Single Cross Me - Kanada - 2023: für die Single Cross Me |

Anmerkung: Auszeichnungen in Ländern aus den Charttabellen bzw. Chartboxen sind in ebendiesen zu finden.
| Land/RegionAuszeichnungen für Musikverkäufe (Land/Region, Auszeichnungen, Verkäufe, Quellen) | Silber     | Gold       | Platin       | Verkäufe   | Quellen          |
| -------------------------------------------------------------------------------------------- | ---------- | ---------- | ------------ | ---------- | ---------------- |
| Australien (ARIA)                                                                            | —          | —          | 3× Platin3   | 210.000    | aria.com.au      |
| Dänemark (IFPI)                                                                              | —          | —          | Platin1      | 90.000     | ifpi.dk          |
| Kanada (MC)                                                                                  | —          | Gold1      | 4× Platin4   | 360.000    | musiccanada.com  |
| Neuseeland (RMNZ)                                                                            | —          | Gold1      | 4× Platin4   | 135.000    | radioscope.co.nz |
| Österreich (IFPI)                                                                            | —          | Gold1      | —            | 15.000     | ifpi.at          |
| Polen (ZPAV)                                                                                 | —          | —          | Platin1      | 50.000     | olis.pl          |
| Portugal (AFP)                                                                               | —          | Gold1      | —            | 5.000      | Einzelnachweise  |
| Vereinigte Staaten (RIAA)                                                                    | —          | 8× Gold8   | 11× Platin11 | 15.000.000 | riaa.com         |
| Vereinigtes Königreich (BPI)                                                                 | 3× Silber3 | —          | Platin1      | 1.200.000  | bpi.co.uk        |
| Insgesamt                                                                                    | 3× Silber3 | 12× Gold12 | 25× Platin25 |            |                  |